# 科普里夫什蒂察市鎮

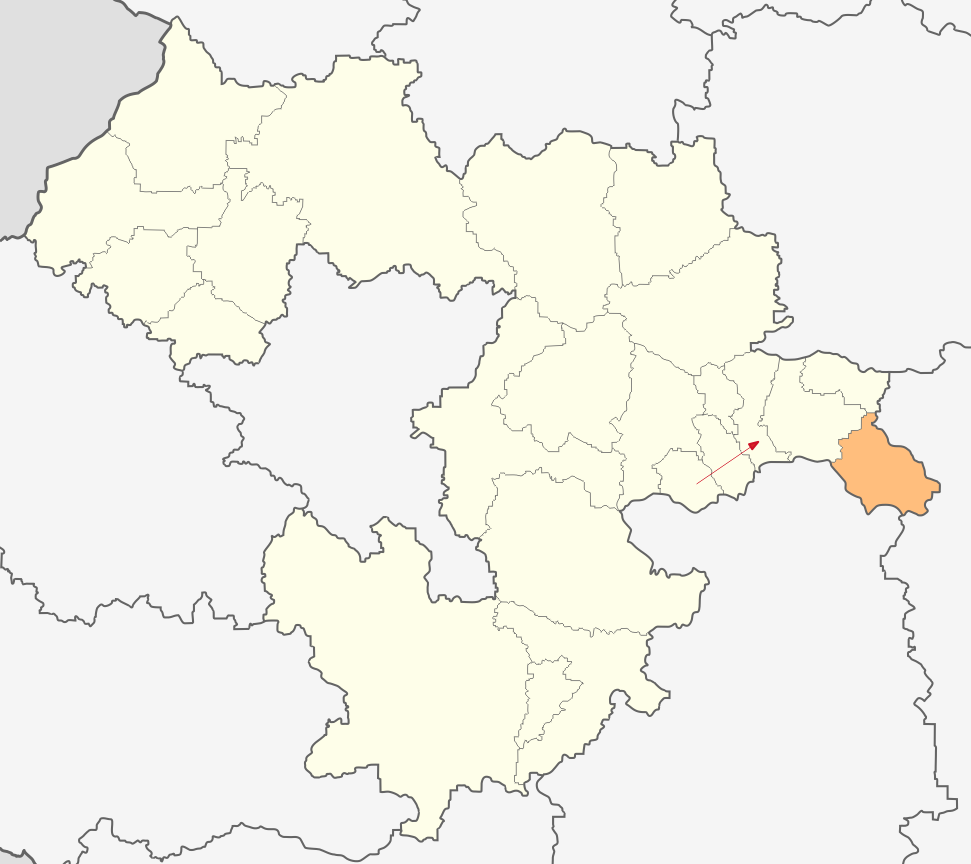

科普里夫什蒂察市鎮，是保加利亞西部索菲亞州的市鎮，行政中心为科普里夫什蒂察，面積139平方公里，2011年人口2,410，人口密度每平方公里17.3人。